# Osvaldo Boelcke
Osvaldo Boelcke (1920 - 1990) foi um botânico argentino.
Trabalhou com as floras de Argentina e Chile.
A sua rica e importante biblioteca e o seu herbário particular doou para Faculdade de Agronomia da Universidade de Buenos Aires.
Foi professor titular da cátedra de "Botânica Agrícola" da FAUBA. 
Foi pesquisador do Consejo Nacional de Investigaciones Científicas y Técnicas, seu vice-presidente e presidente do "Comité Argentino para el Programa Biológico Internacional". 
Foi um destacado especialista da família das Brassicaceae. 
Foi coordenador argentino do programa internacional "Transecta Botánica de Patagonia Austral"¨, realizado de forma conjunta entre Argentina, Chile e Grã-Bretanha. 

## Obras
- Boelcke, O. Plantas vasculares de la Argentina. ISBN 950-504-490-9
- Boelcke, O. Plantas vasculares de la Argentina. Tomo II. ISBN 950-504-386-4
- Boelcke, O. Plantas vasculares de la Argentina. Tomo III. ISBN 950-504-438-0
- Boelcke, O. Plantas vasculares de la Argentina. Tomo IV. ISBN 950-504-491-7
- Boelcke, O. Plantas vasculares de la Argentina nativas.
- Boelcke, O. Plantas vasculares de la Argentina nativas. Tomo III. ISBN 950-504-428-3
- Boelcke, O., A. Vizinis. 1986. Plantas vasculares de la Argentina nativas y exóticas. ISBN 950-504-344-9